# 马克·阿克斯
马克·理查德·阿克斯（英語：Mark Richard Acres，1962年11月15日—），美国NBA联盟前职业篮球运动员。他在1985年的NBA选秀中第2轮第16顺位被达拉斯小牛选中。